# バイハク史
バイハク史 (ペルシア語: تاریخ بیهق) は、12世紀にアブー・アル=ハサン・バイハキーによってペルシア語で著された、バイハク（現サブゼヴァール）の歴史についての書である。

## 内容
『バイハク史』は、ムアイヤド・アル＝ダウラ・アイアパ（1174年没）の統治時代に著されたとされるが、献呈先は居なかった。内容の多くをバイハクで活動した著名な人物の人名辞典が占める。また、『バイハク史』には、ガズナ朝期、セルジューク朝期のイラン東部についての貴重な情報が記録されている。現在では散逸した古い史料を元に著された点が、本書の最も重要な側面である。著者のアブー・アル=ハサン・バイハキー（イブン・フンドゥク）によると、『バイハク史』は彼以前に書かれたバイハク地方の歴史書と、アル＝ハーキム・ニーシャープーリーの『ニーシャープールの歴史』を利用したという。彼はまた、アブー・アル=ファドル・バイハキーの『バイハキー史』についても記述しており、『バイハキー史』は30巻構成であるが、彼はそのすべてを見たことは無く、一部をサラフスとニーシャープールで見たのみであるという。

## 校訂本
1895年、シャルル・ピエール・アンリ・リューがSupplement to the Catalogue of Persian MSS. in the British Museum の中で内容を検討した。1938年には、アフマド・バフマンヤールが校訂本を出版し、ムハンマド・カズウィーニーによる序説を掲載した。
- Ahmad Bahmanyâr (éd.), Târîkh-i Bayhaq, Téhéran, 1929.
- Husaini, Quari Sayyid Kalimullah (ed.),  Kitāb-i Tārīkh-i Bayhaq, Haydarabad, 1968.

## 関連文献
- Bosworth, C. Edmund (2010). “Historical Information from Ibn Funduq's Tarikh-i Bayhaq (563/1167–68)”. Iran: Journal of the British Institute of Persian Studies 48 (1):  81–106. doi:10.1080/05786967.2010.11864775.
- J. Aubin, “L’aristocratie urbaine dans l’Iran seldjukide: l’exemple de Sabzvâr,” P. Gallais and Y. Riou, eds., Mélanges offerts à René Crozet. Poitiers: Société d'Études Médiévales, 1966, pp. 323-332.